# Anwick
Anwick é uma pequena vila da Inglaterra, situada no distrito de North Kesteven, em Lincolnshire.